# Ataeniobius toweri
Ataeniobius toweri е вид лъчеперка от семейство Goodeidae. Видът е застрашен от изчезване.

## Разпространение
Разпространен е в Мексико.

## Описание
На дължина достигат до 10 cm.